# Pražské sídliště (České Budějovice)
Pražské sídliště (též Sídliště na Pražské, v letech 1971-1989 Sídliště Pařížské komuny) je sídliště v Českých Budějovicích. Sídliště je součástí části obce a katastrálního území České Budějovice 3. Nachází se mezi Pražskou třídou a Vltavou (Jiráskovým nábřežím), na severu jej Plzeňská ulice odděluje od sídliště Za Voříškovým dvorem.

## Historie
Pražské sídliště vzniklo ve své jižní části v místě zástavby Starého města (vzniklého z původní osady Budivojovice, založené 1251 Čéčem z Budivojovic), které bylo demolováno a zachoval se z něj pouze Kostel svatého Jana Křtitele a svatého Prokopa se hřbitovem. Kromě kostela dnes původní osídlení připomínají pouze názvy ulic, např. Čéčova, Budivojova nebo Staroměstská, která v podstatě kopíruje původní historickou ulici, okolo které stály statkářské domy. Tuto trasu rozděluje panelový dům ze 70. let 20. století, nicméně k zachování linie původní ulice je opatřen průchody pro chodce v přízemí.
V polovině 20. století pokračující industrializace vedla k enormnímu nárůstu počtu obyvatel města, což zapříčinilo nedostatek bytů. Také z toho důvodu proběhla rozsáhlá asanace Starého města, v jejímž rámci bylo strženo mnoho původních venkovských stavení i činžovních domů z 19. století, včetně Staroměstské školy z roku 1861 a budovy zvané Šmídovna, ve které byl v 19. století zájezdní hostinec a později ubytovna pro nejchudší obyvatele.

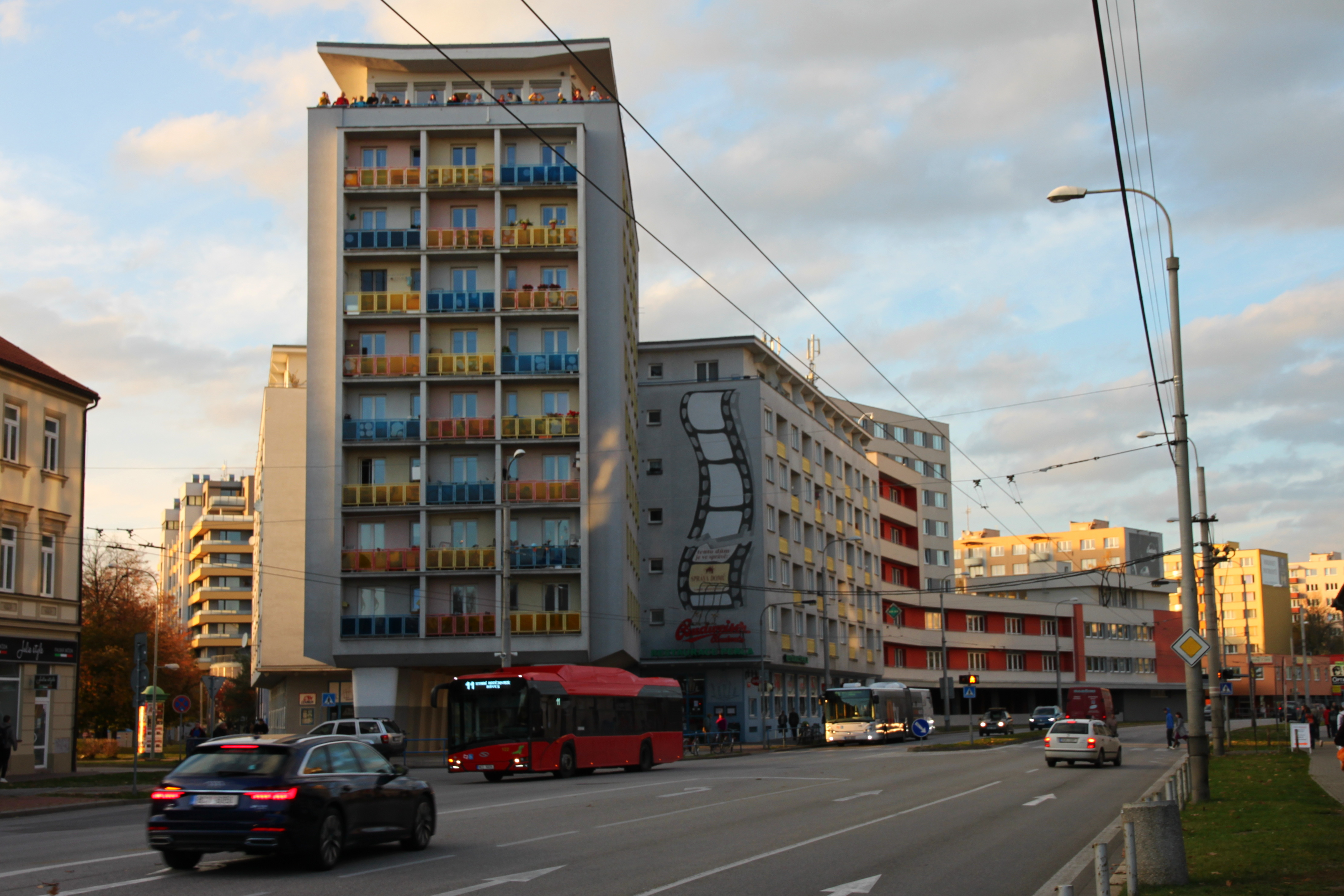
Koldům byl postaven na rohu Pražské třídy a Staroměstské ulice jako obytný dům hotelového typu s restaurací, vyhlídkovou kavárnou Perla a kinem Vesmír.

Jedním z první panelových domů v Českých Budějovicích a prvním na Pražském sídlišti je Komplex činžovních domů Perla v podobě tzv. Kolektivního domu (zkráceně Koldomu), jež byl vystavěn v letech 1959-1964 na místě historického Knappova dvoru z roku 1777 a je ukázkou soudobé architektury bruselského typu. Zároveň se jedná o první celomontovaný panelový bytový dům v Jižních Čechách. V prostorách domu byla kromě bytů vybudována také restaurace, střešní kavárna, kino, mateřská školka a další prvky typické pro kolektivní bydlení.
Na západ od koldomu bylo na návrh architektů Ladislava Konopky a Aloise Hlouška v letech 1964-1969 vybudováno 7 unikátních čtrnáctipodlažních věžových panelových domů o 65 bytech, které tvoří hlavní panorama sídliště. V jejich těsné blízkosti byla vybudována mateřská a základní škola s kapacitami uspokojujícími plánovaný počet obyvatel sídliště.
Zajímavým prvkem sídliště je také dvojice dlouhých deskových domu, která ho dělí na drobnější úseky, ale díky průchodům nevytváří bariéru. Jeden z nich je kvůli svému zakřivení obyvateli sídliště přezdívaný Hokejka.
Převážná část domů Pražského sídliště využívá konstrukční soustavy panelových domů T06B, která se v Českých Budějovicích objevila již o několik let dříve na sídlišti Lidická v oblasti Modré hvězdy.

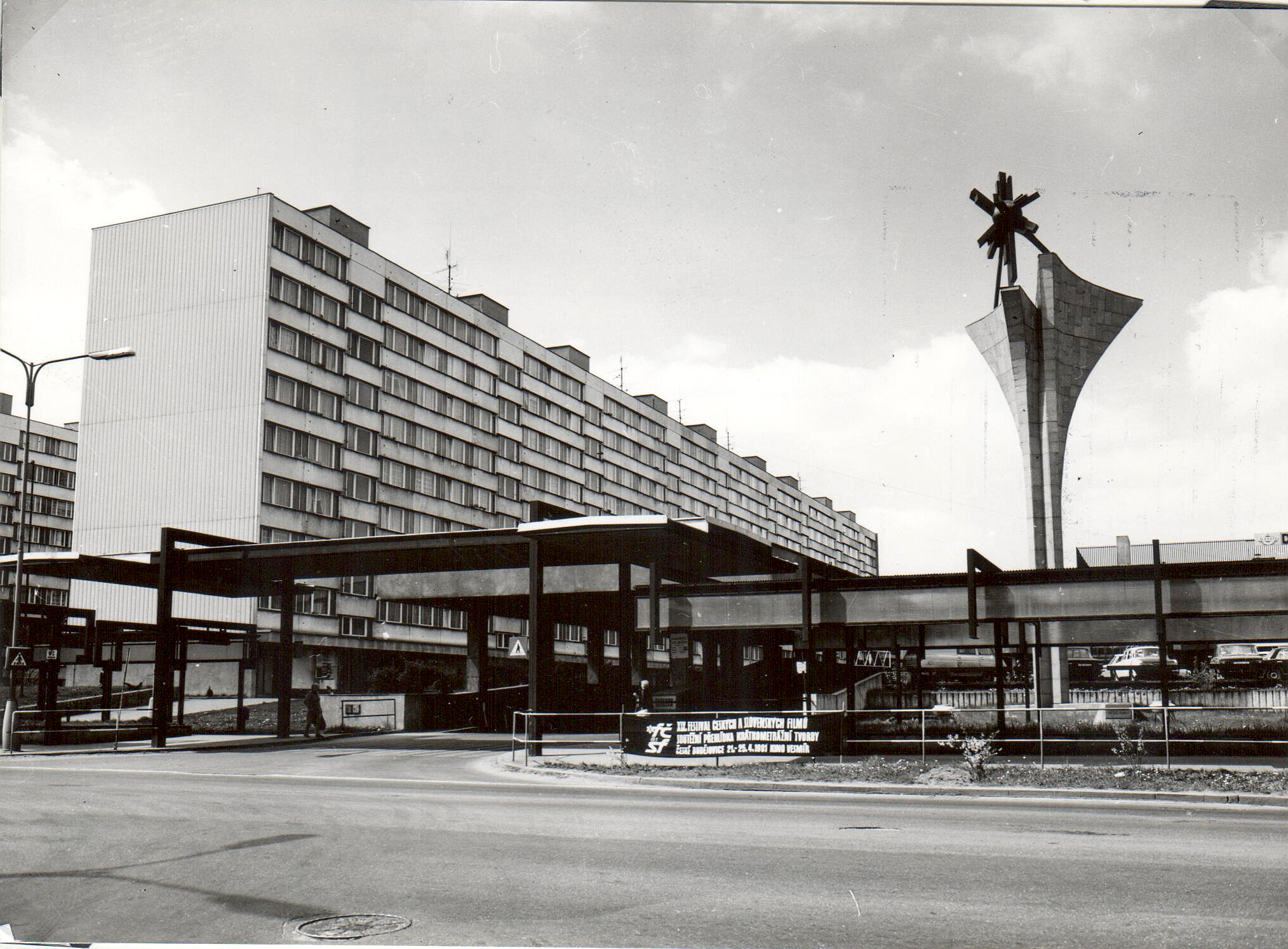
Obchodní dům Družba, rok 1985, vpravo pylon autorů Leopolda Petříka, Zdenka Vojty a Ladislava Konopky

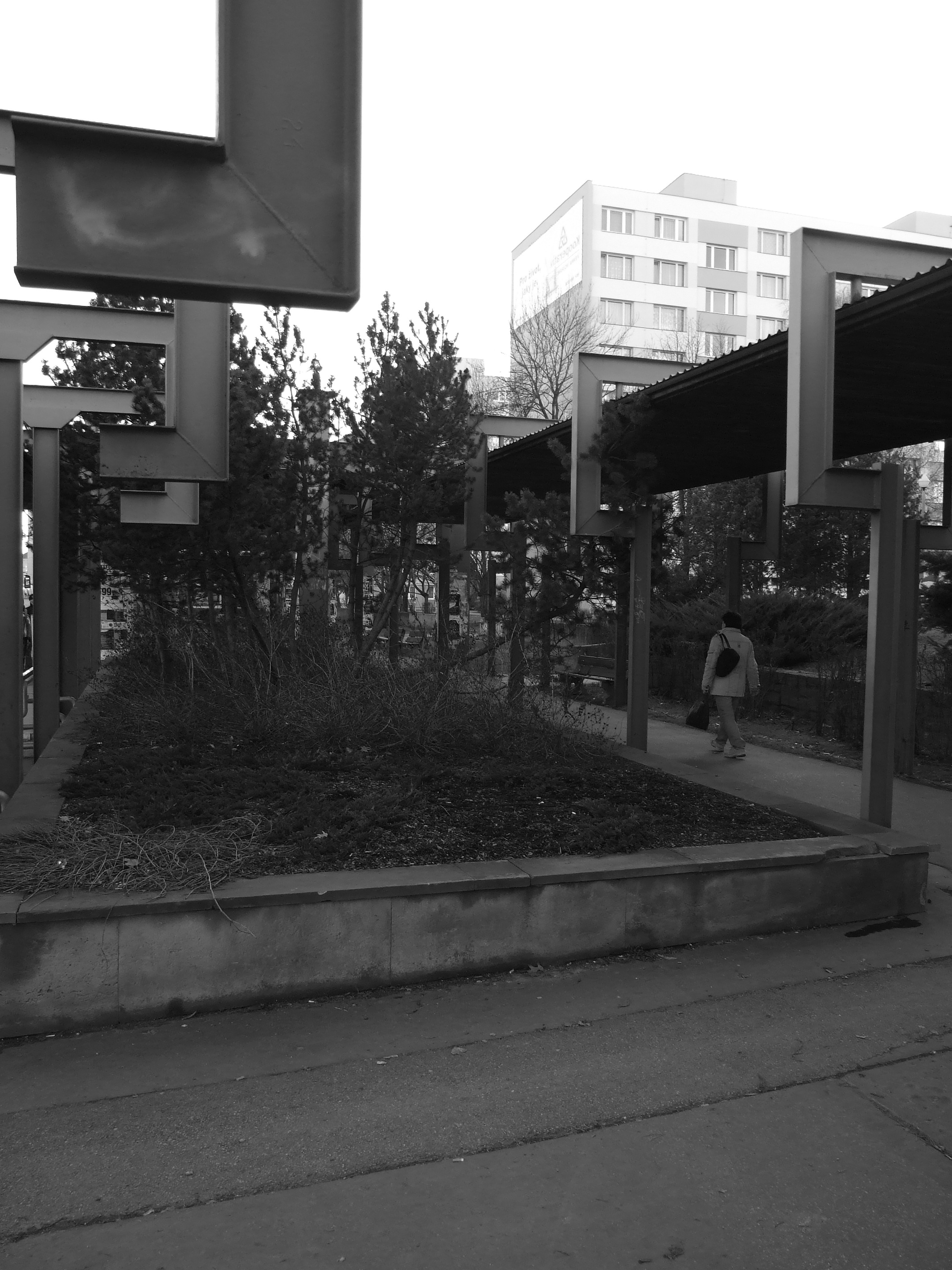
loubí u Družby

V pokračování historické Pekárenské ulice (jejíž část byla v důsledku výstavby sídliště také demolována) je umístěno společenské a obchodní centrum sídliště, včetně obchodního domu Družba otevřeného v roce 1975 a promenádou s dalšími malými prodejnami. Před obchodním domem se nachází nejvýznamnější umělecký prvek výzdoby Pražského Sídliště v podobě železobetonového čedičem obloženého pylonu ve tvaru hvězdy z roku 1976, který má symbolizovat události Pařížské komuny, po kterých bylo sídliště zpočátku pojmenováno. Za obchodním domem měl být dle návrhů architektů vybudován také dům kultury, k jeho výstavbě ale nedošlo a na určeném místě je dodnes jen výkopová jáma. Významným prvek je také zastřešení chodníku mezi obchodním domem Družba a Koldomem, jež se nachází ve špatném stavu a dlouhodobě se jedná o jeho stržení nebo opravě.
V roce 1970 byla architekty Ladislavem Konopkou a Aloisem Hlouškem navržena druhá etapa výstavby Pražského sídliště v severní části v okolí ulice Plzeňská. Centrem části je malé náměstíčko a restaurace Juvel. Dominantou jsou třináctipodlažní bodové bytové domy podle návrhu Miloslava Vyhnánka.Na severu sídliště sousedí s nejmladším českobudějovickým sídlištěm Za Voříškovým dvorem.
Podle sčítání lidu, domů a bytů z roku 1991 žilo v jižní (starší) části sídliště 4 002 obyvatel ve 1 802 bytech a v severní části 6 047 obyvatel ve 2 588 bytech.
Pražské sídliště bylo jednou z nejvíce postižených částí města během povodní v roce 2002.
V současné době většina panelových domů prošla zateplením a renovací fasády a díky dobré občanské vybavenosti a poloze blízko centra města se jedná o velmi žádané bydlení.

## Ulice
Na sídliště Pražské sídliště zasahují tyto ulice:
- Pražská
- Staroměstská
- Kubatova
- Nerudova
- Puklicova
- F. Hrubína
- Čéčova
- U Trojice
- Kněžskodvorská
- Průběžná
- Plzeňská
- Jiráskovo nábřeží

## Galerie

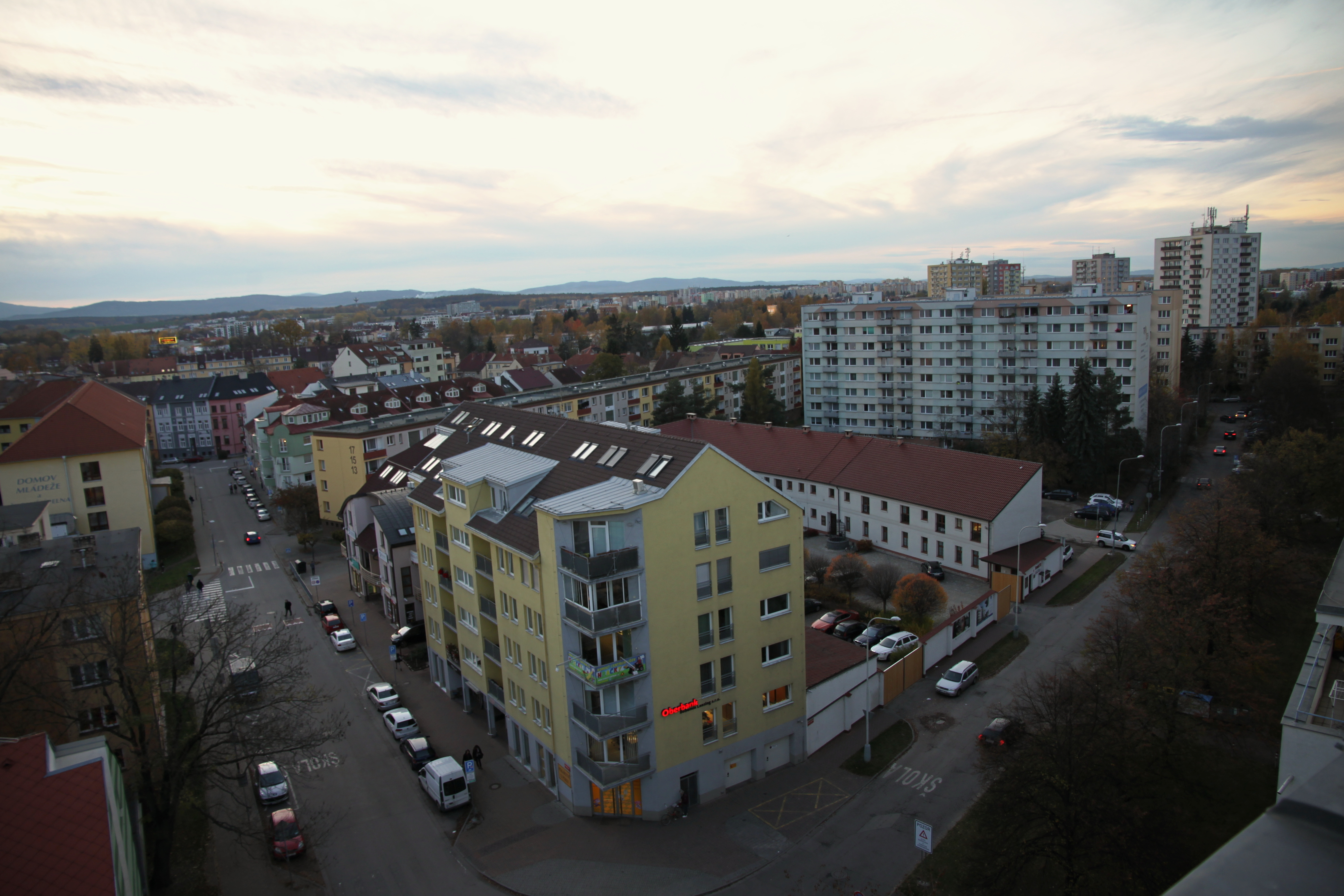
Ulice staroměstská, pohled z kavárny Perla v nejvyšším patře Koldomu, sídliště v pravé části snímku, v popředí nová výstavba
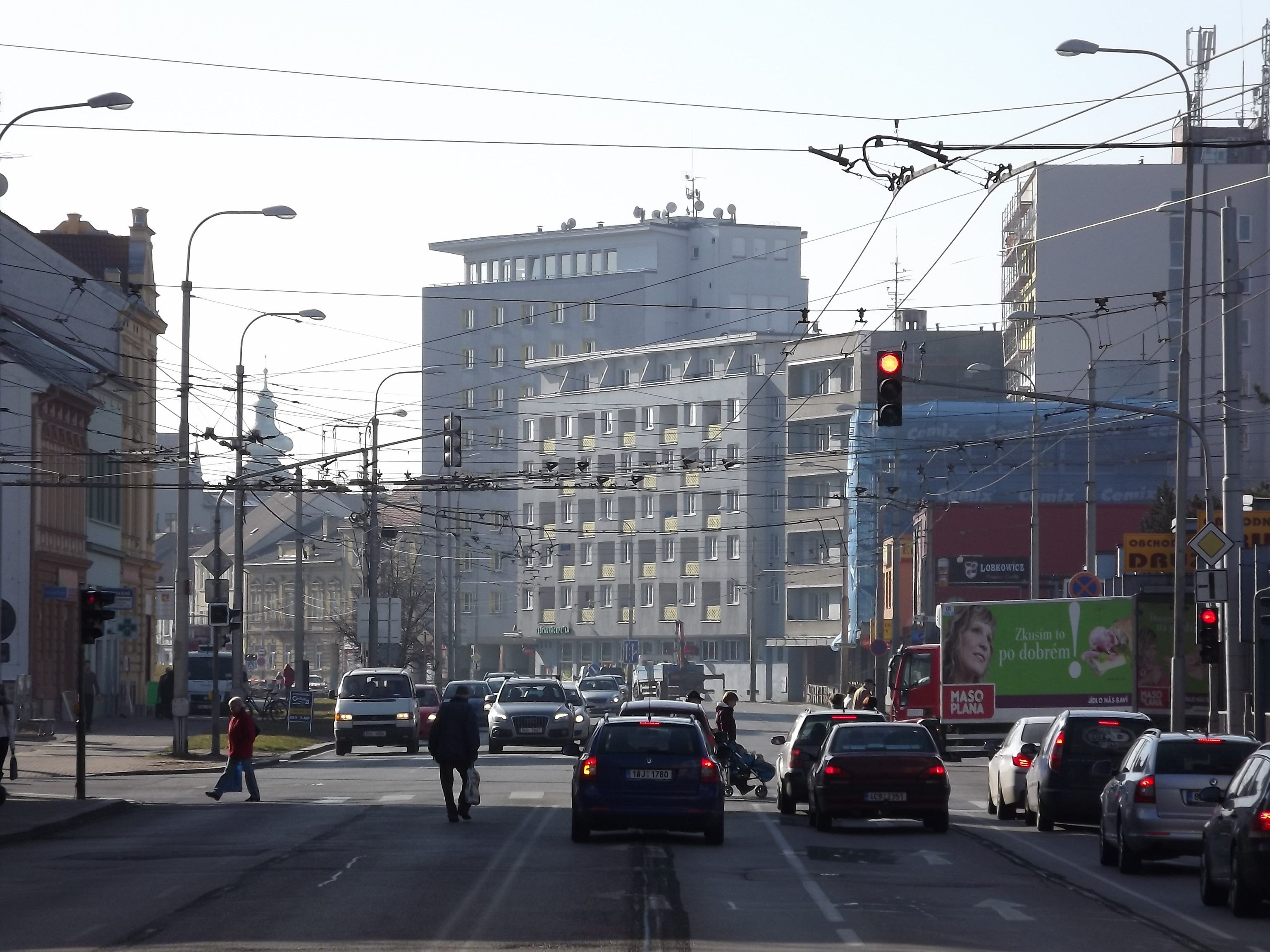
Pohled na Koldům od Družby
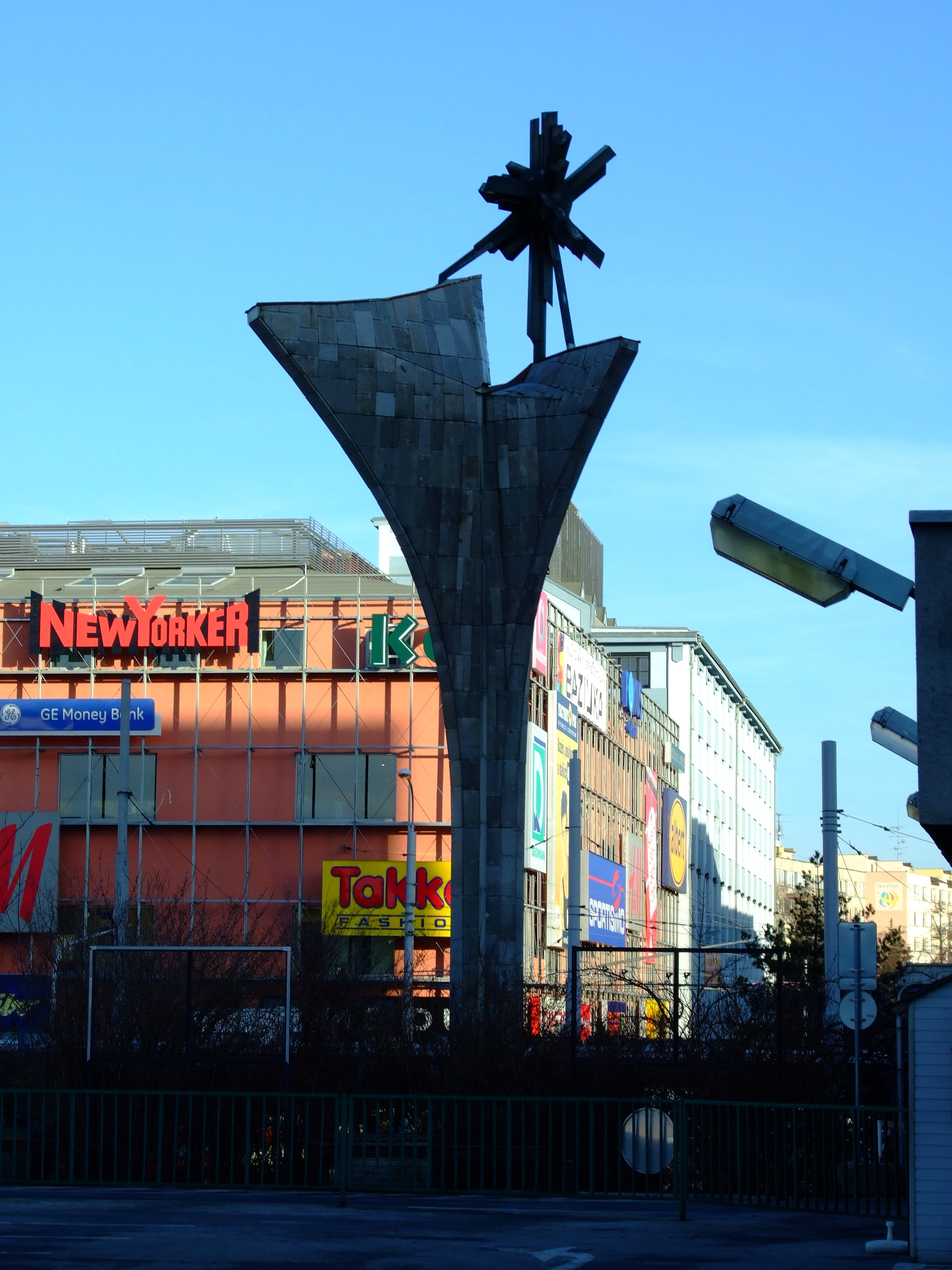
Památník Pařížské komuny